# Llanars
Llanars település Spanyolországban, Girona tartományban. Llanars Camprodon, Molló, Setcases és Vilallonga de Ter községekkel határos. Lakosainak száma 515 fő (2024).

## Népesség
A település népessége az elmúlt években az alábbi módon változott:
| Lakosok száma | 326  | 756  | 697  | 568  | 386  | 527  | 584  | 509  | 505  | 515  |
|               | 1717 | 1887 | 1936 | 1960 | 1986 | 2004 | 2009 | 2014 | 2019 | 2024 |